# Vicky Bullett
Victoria Andrea Bullett, detta Vicky (Martinsburg, 4 ottobre 1967), è un'ex cestista statunitense, oro alle Olimpiadi di Seul 1988 e bronzo alle Olimpiadi di Barcellona 1992.

## Carriera
Con gli Stati Uniti ha disputato due edizioni dei Giochi olimpici (Seul 1988, Barcellona 1992), i Campionati mondiali del 1990 e i Campionati americani del 1989.